# Теорема о затвореном графику
У математици, теорема о затвореном графику је темељни резултат класичне функционалне анализе, који карактерише непрекидна линеарна пресликавања између Банахових простора својствима њихових графика.

## Исказ
График ма ког пресликавања A : X → Y се дефинише као { (x,Ax) ∈ X×Y | x ∈ X }. 
Теорема о затвореном графику гласи:
Нека су X и Y Банахови простори и A : X → Y свугде дефинисано линеарно пресликавање (тј. домен D(A) је цео простор X). Тада је A непрекидно ако и само ако је затворено, односно, ако је његов график затворен у X×Y (са топологијом производа).
Услов да је A свугде дефинисано је неопходан јер постоје затворена неограничена линеарна пресликавања. Уобичајени доказ теореме о затвореном графику користи теорему о отвореном пресликавању.
Нека су p1 : X×Y → X и p2 : X×Y → Y пројекције на X и Y; оне су непрекидне по дефиницији топологије производа. Претпоставимо прво да је A непрекидно пресликавање и (xn,Axn) низ тачака на графику G(A) које конвергирају некој тачки (x,y) ∈ X×Y. Према непрекидности пројекција је
xn = p1(xn,Axn) → p1(x,y) = x     и     Axn = p2(xn,Axn) → p2(x,y) = y.
Према непрекидности пресликавања A је са друге стране Axn → Ax. Стога је y = Ax, те је (x,y) ∈ G(A). То доказује да је G(A) затворен скуп.
Услов да је график пресликавања A затворен подскуп производа X×Y еквивалентан је исказу да
ако је {xn} низ у X такав да xn → x и Axn → y, тада је y=Ax.
Према теореми о затвореном графику, за линеарно пресликавање A између Банахових простора X и Y, ово је еквивалентно са условом непрекидности:
ако је {xn} низ у X такав да xn → x, тада и Axn → Ax.

## Општији облик
У контексту тополошких векторских простора, теорема о затвореном графику има следећи општији облик:
Линеарно пресликавање из бачвастог простора X у Фрешеов простор Y је непрекидно ако и само ако је његов график затворен у X×Y са топологијом производа.